# 吉錫孔

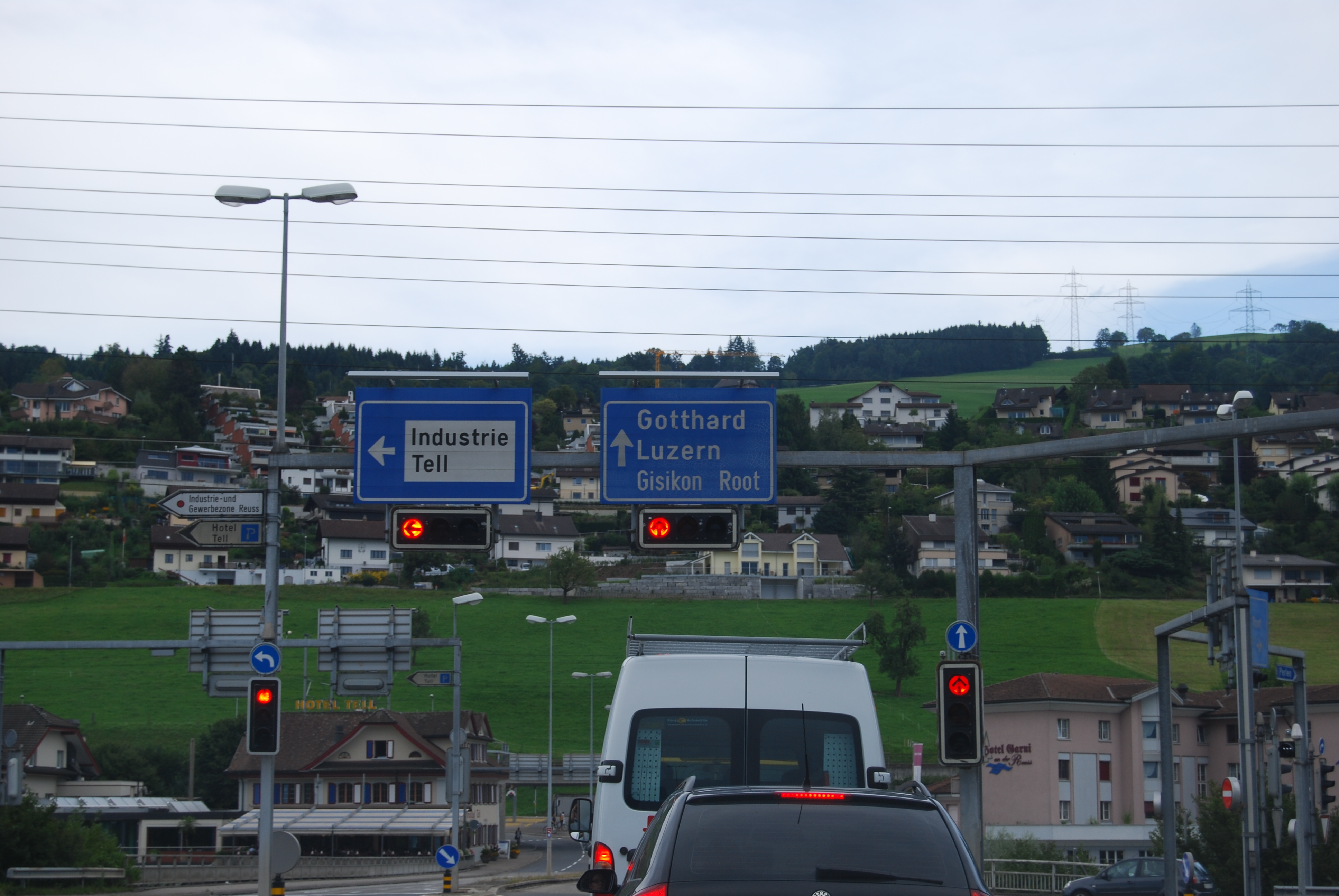

吉錫孔是瑞士的城鎮，位於該國中部，由琉森州負責管轄，面積1.08平方公里，一半土地是農業用地，海拔高度418米，2011年人口1,113，人口密度每平方公里1031人。